# 2022년 1월
| 2022년: 1월 · 2월 · 3월 · 4월 · 5월 · 6월 · 7월 · 8월 · 9월 · 10월 · 11월 · 12월 |

| \| 2022년 1월 1일 (토요일) \| \| 편집 \| |  |      |
| 법과 범죄 - 강원도 고성군에서 신원미상의 1명이 22보병사단 철책을 넘어 월북하는 사건이 발생하였다. 보건과 환경 - 코로나19 범유행 - 대한민국의 0시 기준 누적 확진자 수가 635,253명으로 집계되었다. 전날 0시 대비 4,416명(국내 4,310, 해외유입 106)이 늘었다. 누계가 일부 정정(-1)되었다. 사고와 재해 - 충청남도 아산시 탕정면에 위치한 귀뚜라미보일러 공장에서 오전 7시 48분쯤 보일러 전문 생산동인 A동에서 화재가 발생, 오후 2시가 되어야 완전히 진화되었다. |  |      |
| 2022년 1월 1일 (토요일) |  | 편집 |

| 2022년 1월 1일 (토요일) |  | 편집 |

| \| 2022년 1월 2일 (일요일) \| \| 편집 \| |  |      |
| 보건과 환경 - 코로나19 범유행 - 대한민국의 0시 기준 누적 확진자 수가 639,083명으로 집계되었다. 전날 0시 대비 3,833명(국내 3,683, 해외유입 150)이 늘었다. 누계가 일부 정정(-3)되었다. |  |      |
| 2022년 1월 2일 (일요일) |  | 편집 |

| 2022년 1월 2일 (일요일) |  | 편집 |

| \| 2022년 1월 3일 (월요일) \| \| 편집 \| |  |      |
| 경제와 비즈니스 - 헝다그룹(에버그란데)의 주식이 홍콩 주식시장에서 거래 중지되었다. 채무와 관련하여 중요 정보 발표를 앞두고 있으며, 이와 관련하여 거래가 정지된 것으로 알려졌다. - 헝다는 중화인민공화국 최대의 부동산 개발사로, 지난해 유동성 위기가 불거졌으며, 2021년 12월 공식적인 채무 불이행(디폴트) 상태에 빠진 상황이다. 헝다는 11월 6일까지 갚았어야 할 계열사의 채무 보증 이행을 유예기간 30일이 다하도록 실행하지 못했다. - 홍콩 증권거래소에 상장된 헝다의 주식은, 2021년 한 해동안 약 89% 하락하였으며, 알려진 상환해야할 부채의 규모는 약 3,000억 달러(한화 약 358조 9,500억 원) 이상이다. 보건과 환경 - 코로나19 범유행 - 대한민국의 0시 기준 누적 확진자 수가 642,207명으로 집계되었다. 전날 0시 대비 3,129명(국내 2,993, 해외유입 136)이 늘었다. 누계가 일부 정정(-5)되었다. |  |      |
| 2022년 1월 3일 (월요일) |  | 편집 |

| 2022년 1월 3일 (월요일) |  | 편집 |

| \| 2022년 1월 4일 (화요일) \| \| 편집 \| |  |      |
| 문화와 예술 - 리우 카니발: 브라질 리우데자네이루가 감염증 확진자 급증과 SARS-CoV-2 오미크론 변이 등과 관련하여 오는 2월 25일부터 3월 1일까지 진행 예전이던 카니발 거리 퍼레이드를 취소하였다. 리우 카니발은 2021년에도 감염증 범유행으로 취소되었었다. 보건과 환경 - 코로나19 범유행 - 대한민국의 0시 기준 누적 확진자 수가 645,226명으로 집계되었다. 전날 0시 대비 3,024명(국내 2,889, 해외유입 135)이 늘었다. 누계가 일부 정정(-5)되었다. - 오스트레일리아의 누적 확진자 수가 50만 명을 넘어섰다. 일 확진자 수는 23,131명이 늘은 것으로 집계되었다. |  |      |
| 2022년 1월 4일 (화요일) |  | 편집 |

| 2022년 1월 4일 (화요일) |  | 편집 |

| \| 2022년 1월 5일 (수요일) \| \| 편집 \| |  |      |
| 무력 충돌과 공격 - 카자흐스탄에서 1월 2일부터 시작된 가스 가격 급상승 등과 관련한 반정부 시위가 확산, 아스카르 마민 총리를 비롯하여 내각이 총사퇴하였다. - 카자흐스탄 정부는 1월 1일을 기하여 가격 상한제를 폐지하였고, 망기스타우주의 차량용 액화석유가스(LPG) 가격이 2배이상 급등하자, 반정부 시위가 촉발되었으며, 수도인 누르술탄을 비롯해 알마티(동남부, 옛 수도), 카라간다(중부), 우랄스크(서북부) 및 제3의 도시인 심켄트(남부) 등 전국 주요 도시로 급속히 번졌다. - 당국은 4일 가스값 인하 등을 약속하였으나 사태가 진정되지 않았고, 내각 총사퇴로 이어졌다. 카자흐스탄 전역에는 비상 사태가 선포되었고, 카심조마르트 토카예프 대통령의 요청으로 군사 동맹인 집단 안보 조약 기구(CSTO)의 평화유지군이 파견될 것으로 알려졌다. 보건과 환경 - 코로나19 범유행 - 대한민국의 0시 기준 누적 확진자 수가 649,669명으로 집계되었다. 전날 0시 대비 4,444명(국내 4,233, 해외유입 211)이 늘었다. 누계가 일부 정정(-1)되었다. 사회 - 일본군 위안부 문제 해결을 촉구하는 수요집회가 30주년을 맞았다. 수요집회는 대한민국 주재 일본 대사관 앞에서 매주 수요일에 열리며, 첫 집회는 1992년 1월 8일 수요일에 열렸다. 스포츠 - 2022년 오스트레일리아 오픈 테니스 대회에 참가하려던 노바크 조코비치(세계랭킹 1위)의 오스트레일리아 입국이 거부되었다. 조코비치는 코로나19 백신 접종 면제를 증명할 유효한 서류를 제출하지 못하였으며, 백신 접종을 받지 않은 것으로 알려졌다. 조코비치는 2019·2020·2021 호주오픈 남자 단식 우승자이다. 정치와 선거 - 대한민국 제20대 대통령 선거: 국민의힘의 김종인 총괄선대위원장이 사퇴 의사를 표명하였다. 이어진 윤석열 후보의 기자회견에서, 후보자가 선거대책위원회 해체와 실무형 선거대책본부로의 재구성 등을 발표하였다. 선거대책본부장에는 국민의힘 4선 국회의원인 권영세 의원이 선임되었다. |  |      |
| 2022년 1월 5일 (수요일) |  | 편집 |

| 2022년 1월 5일 (수요일) |  | 편집 |

| \| 2022년 1월 6일 (목요일) \| \| 편집 \| |  |      |
| 보건과 환경 - 코로나19 범유행 - 대한민국의 0시 기준 누적 확진자 수가 653,792명으로 집계되었다. 전날 0시 대비 4,444명(국내 4,126, 해외유입 195)이 늘었다. 누계가 일부 정정(-3)되었다. - 아르헨티나의 누적 확진자 수가 600만 명을 넘어섰다. - 이라크에서 5건의 SARS-CoV-2 오미크론 변이의 첫 사례가 보고되었다. - 일본의 기시다 후미오 총리가 주일 미군 기지를 중심으로한 감염병 유행 확대와 관련하여, 야마구치현, 오키나와현, 히로시마현 3개 지역에 만연방지중점조치(まん延防止等重点措置, 준 긴급 사태)를 발령할 방침이라고 표명하였다. 이 같은 조치는 지난 9월 긴급사태 해제이후 3개월여 만이다. - 태국이 오미크론 변이 확산과 관련하여 감염증 경보 수준을 4단계로 상향하였다. - 파키스탄의 아리프 알비 대통령이 2021년 3월에 이어 두 번째 확진되었다. |  |      |
| 2022년 1월 6일 (목요일) |  | 편집 |

| 2022년 1월 6일 (목요일) |  | 편집 |

| \| 2022년 1월 7일 (금요일) \| \| 편집 \| |  |      |
| 보건과 환경 - 코로나19 범유행 - 대한민국의 0시 기준 누적 확진자 수가 657,508명으로 집계되었다. 전날 0시 대비 3,717명(국내 3,529, 해외유입 188)이 늘었다. 누계가 일부 정정(-1)되었다. |  |      |
| 2022년 1월 7일 (금요일) |  | 편집 |

| 2022년 1월 7일 (금요일) |  | 편집 |

| \| 2022년 1월 8일 (토요일) \| \| 편집 \| |  |      |
| 과학과 기술 - 2021년 12월 25일 발사된 제임스 웹 우주 망원경이 지름 6.5m의 반사경 장비까지 모두 펼쳤다. 2021년 1월 4일 다섯 겹의 차폐막을 성공적으로 펼친데 이어, 반사경까지 전개를 완료한 우주망원경은 앞으로 2주간 관측 예정지로 이동하게 된다. 보건과 환경 - 코로나19 범유행 - 대한민국의 0시 기준 누적 확진자 수가 661,015명으로 집계되었다. 전날 0시 대비 3,510명(국내 3,300, 해외유입 210)이 늘었다. 누계가 일부 정정(-3)되었다. |  |      |
| 2022년 1월 8일 (토요일) |  | 편집 |

| 2022년 1월 8일 (토요일) |  | 편집 |

| \| 2022년 1월 9일 (일요일) \| \| 편집 \| |  |      |
| 보건과 환경 - 코로나19 범유행 - 대한민국의 0시 기준 누적 확진자 수가 664,391명으로 집계되었다. 전날 0시 대비 3,376명(국내 3,140, 해외유입 236)이 늘었다. 사고와 재해 - 미국 뉴욕의 브롱크스에 위치한 한 아파트에서 화재가 발생, 최소 17명 이상이 숨졌다. |  |      |
| 2022년 1월 9일 (일요일) |  | 편집 |

| 2022년 1월 9일 (일요일) |  | 편집 |

| \| 2022년 1월 10일 (월요일) \| \| 편집 \| |  |      |
| 보건과 환경 - 코로나19 범유행 - 대한민국의 0시 기준 누적 확진자 수가 667,390명으로 집계되었다. 전날 0시 대비 3,007명(국내 2,768, 해외유입 239)이 늘었다. 누계가 일부 정정(-8)되었다. |  |      |
| 2022년 1월 10일 (월요일) |  | 편집 |

| 2022년 1월 10일 (월요일) |  | 편집 |

| \| 2022년 1월 11일 (화요일) \| \| 편집 \| |  |      |
| 국제 관계 - 유럽 의회 의장인 이탈리아 출신의 다비드 사솔리(David Sassoli)의장이 숨졌다. 이에 로베르타 멧솔라(Roberta Metsola) 부의장이 의장대행을 맡았다. 멧솔로 대행은 몰타 출신으로, 유럽 의회 의장을 몰타 출신 인사가 맡는 것은 이번이 처음이다. 보건과 환경 - 코로나19 범유행 - 대한민국의 0시 기준 누적 확진자 수가 670,483명으로 집계되었다. 전날 0시 대비 3,097명(국내 2,813, 해외유입 284)이 늘었다. 누계가 일부 정정(-4)되었다. |  |      |
| 2022년 1월 11일 (화요일) |  | 편집 |

| 2022년 1월 11일 (화요일) |  | 편집 |

| \| 2022년 1월 12일 (수요일) \| \| 편집 \| |  |      |
| 보건과 환경 - 코로나19 범유행 - 대한민국의 0시 기준 누적 확진자 수가 674,868명으로 집계되었다. 전날 0시 대비 4,388명(국내 4,007, 해외유입 381)이 늘었다. 누계가 일부 정정(-3)되었다. 정치와 선거 - 2022년 대한민국 대통령 선거: 정의당의 후보자인 심상정 후보가 선거 운동 일정을 중단하였다. 지지율의 정체와 관련하여 일정을 중단한 것으로 알려졌다. |  |      |
| 2022년 1월 12일 (수요일) |  | 편집 |

| 2022년 1월 12일 (수요일) |  | 편집 |

| \| 2022년 1월 13일 (목요일) \| \| 편집 \| |  |      |
| 보건과 환경 - 코로나19 범유행 - 대한민국의 0시 기준 누적 확진자 수가 679,030명으로 집계되었다. 전날 0시 대비 4,167명(국내 3,776, 해외유입 391)이 늘었다. 누계가 일부 정정(-5)되었다. |  |      |
| 2022년 1월 13일 (목요일) |  | 편집 |

| 2022년 1월 13일 (목요일) |  | 편집 |

| \| 2022년 1월 14일 (금요일) \| \| 편집 \| |  |      |
| 경제와 비즈니스 - 한국은행 기준금리: 한국은행(한은)이 금융통화위원회(금통위)를 열고, 1.25%로 기준금리 0.25%p 인상을 결정하였다. 이번 금리 인상은 지난 2021년 11월 25일 0.25%p 인상에 이은 인상 결정이다. 이주열 한은 총재는 금리 발표 이후 이어진 간담회를 통하여, 물가 상승과 관련한 추가적인 금리 인상을 시사하였다. 보건과 환경 - 코로나19 범유행 - 대한민국의 0시 기준 누적 확진자 수가 683,566명으로 집계되었다. 전날 0시 대비 4,542명(국내 4,133, 해외유입 409)이 늘었다. 누계가 일부 정정(-6)되었다. 사고와 재해 - 2022년 훙가통가 해저화산 분화: 통가 하파이 제도 근처의 해저 화산이 폭발하였다. - 인도네시아 자와섬에서 규모 6.6의 지진이 발생하였다. |  |      |
| 2022년 1월 14일 (금요일) |  | 편집 |

| 2022년 1월 14일 (금요일) |  | 편집 |

| \| 2022년 1월 15일 (토요일) \| \| 편집 \| |  |      |
| 보건과 환경 - 코로나19 범유행 - 대한민국의 0시 기준 누적 확진자 수가 687,984명으로 집계되었다. 전날 0시 대비 4,423명(국내 4,077, 해외유입 346)이 늘었다. 누계가 일부 정정(-5)되었다. |  |      |
| 2022년 1월 15일 (토요일) |  | 편집 |

| 2022년 1월 15일 (토요일) |  | 편집 |

| \| 2022년 1월 16일 (일요일) \| \| 편집 \| |  |      |
| 보건과 환경 - 코로나19 범유행 - 대한민국의 0시 기준 누적 확진자 수가 692,174명으로 집계되었다. 전날 0시 대비 4,194명(국내 3,813, 해외유입 381)이 늘었다. 누계가 일부 정정(-4)되었다. |  |      |
| 2022년 1월 16일 (일요일) |  | 편집 |

| 2022년 1월 16일 (일요일) |  | 편집 |

| \| 2022년 1월 17일 (월요일) \| \| 편집 \| |  |      |
| 보건과 환경 - 코로나19 범유행 - 대한민국의 0시 기준 누적 확진자 수가 696,032명으로 집계되었다. 전날 0시 대비 3,859명(국내 3,551, 해외유입 308)이 늘었다. 누계가 일부 정정(-1)되었다. 스포츠 - 2022년 동계 올림픽 조직위원회가 감염증 유행과 베이징에서의 오미크론 변이 확진자 발생 등과 관련하여 일반 관중을 받는다고 밝혔다. 직전 올림픽으로 2021년 일본 도쿄에서 열린 2020년 하계 올림픽도 감염증 유행으로 인하여 일반 관중을 받지 않았었다. 대회조직위는 방역과 관련하여 특정 그룹에만 표를 나눠줄 예정이라고 밝혔다. 정치와 선거 - 2022년 대한민국 대통령 선거: 지난 1월 12일 칩거에 들어갔던 심상정 정의당 대선 후보가 선거 운동 재개하였다. |  |      |
| 2022년 1월 17일 (월요일) |  | 편집 |

| 2022년 1월 17일 (월요일) |  | 편집 |

| \| 2022년 1월 18일 (화요일) \| \| 편집 \| |  |      |
| 경제와 비즈니스 - 마이크로소프트가 액티비전 블리자드를 687억 달러(한화 약 81조 9,000억 원)에 인수한다고 발표하였다. 게임업계 인수 합병으로는 역대 최대 규모이다. 정치와 선거 - 전 독일을 위한 대안(AfD)의 노르트라인베스트팔렌주 의원이었던 우베 비트가 자당 지역당 대표였던 마티아스 헬페리히의 나치즘 발언 문제로 AfD를 탈당, 중앙당에 입당하면서 중앙당이 1957년 이후 65년만에 원내정당으로 복귀하였다. 보건과 환경 - 코로나19 범유행 - 대한민국의 0시 기준 누적 확진자 수가 700,102명으로 집계되었다. 전날 0시 대비 4,072명(국내 3,763, 해외유입 309)이 늘었다. 누계가 일부 정정(-2)되었다. |  |      |
| 2022년 1월 18일 (화요일) |  | 편집 |

| 2022년 1월 18일 (화요일) |  | 편집 |

| \| 2022년 1월 19일 (수요일) \| \| 편집 \| |  |      |
| 보건과 환경 - 코로나19 범유행 - 대한민국의 0시 기준 누적 확진자 수가 705,902명으로 집계되었다. 전날 0시 대비 5,805명(국내 5,431, 해외유입 374)이 늘었다. 누계가 일부 정정(-5)되었다. 5천 명 이상 확진은 지난 2021년 12월 30일 이후 20일 만이다. 정치와 선거 - 바베이도스에서 총선이 실시되었다. |  |      |
| 2022년 1월 19일 (수요일) |  | 편집 |

| 2022년 1월 19일 (수요일) |  | 편집 |

| \| 2022년 1월 20일 (목요일) \| \| 편집 \| |  |      |
| 보건과 환경 - 코로나19 범유행 - 대한민국의 0시 기준 누적 확진자 수가 712,502명으로 집계되었다. 전날 0시 대비 6,603명(국내 6,357, 해외유입 246)이 늘었다. 누계가 일부 정정(-3)되었다. 사회 - 벨기에·영국 국적의 조종사인 19세의 자라 러더퍼드(Zara Rutherford, 2002~)가 경비행기를 이용해 지난 2021년 8월 18일 시작한 세계 일주 여행을 마쳤다. 러더퍼드는 경비행기 단독비행 최연소 여성으로 신기록을 작성하였다. 종전 기록은 샤에스타 와이즈(Shaesta Waiz, 1987~)가 2017년에 세운 30세 기록이다. 남자 최연소 기록은 2018년 당시 18세였던 메이슨 앤드루스(Mason Andrews)이다. |  |      |
| 2022년 1월 20일 (목요일) |  | 편집 |

| 2022년 1월 20일 (목요일) |  | 편집 |

| \| 2022년 1월 21일 (금요일) \| \| 편집 \| |  |      |
| 보건과 환경 - 코로나19 범유행 - 대한민국의 0시 기준 누적 확진자 수가 719,269명으로 집계되었다. 전날 0시 대비 6,769명(국내 6,482, 해외유입 287)이 늘었다. 누계가 일부 정정(-2)되었다. |  |      |
| 2022년 1월 21일 (금요일) |  | 편집 |

| 2022년 1월 21일 (금요일) |  | 편집 |

| \| 2022년 1월 22일 (토요일) \| \| 편집 \| |  |      |
| 보건과 환경 - 코로나19 범유행 - 대한민국의 0시 기준 누적 확진자 수가 726,274명으로 집계되었다. 전날 0시 대비 7,009명(국내 6,729, 해외유입 280)이 늘었다. 누계가 일부 정정(-4)되었다. 사고와 재해 - 일본 미야자키현 동부 휴가나다에서 규모 6.4의 지진이 발생했다. |  |      |
| 2022년 1월 22일 (토요일) |  | 편집 |

| 2022년 1월 22일 (토요일) |  | 편집 |

| \| 2022년 1월 23일 (일요일) \| \| 편집 \| |  |      |
| 보건과 환경 - 코로나19 범유행 - 대한민국의 0시 기준 누적 확진자 수가 733,902명으로 집계되었다. 전날 0시 대비 7,630명(국내 7,343, 해외유입 287)이 늘었다. 누계가 일부 정정(-2)되었다. |  |      |
| 2022년 1월 23일 (일요일) |  | 편집 |

| 2022년 1월 23일 (일요일) |  | 편집 |

| \| 2022년 1월 24일 (월요일) \| \| 편집 \| |  |      |
| 과학과 기술 - 제임스 웹 우주망원경이 목적지인 라그랑주 점(L2)에 도착하였다. 제임스 웹 우주망원경은 지난 2021년 12월 25일 발사되었으며, 2022년 1월 8일 장비 전개에 성공한 바 있다. 앞으로 약 5개월 여에 걸쳐 관측을 위한 미세 조정을 진행한다. 무력 충돌과 공격 - 부르키나파소에서 군사 쿠데타가 발생하였다. 23일부터 시작된 쿠데타로 로크 마르크 크리스티앙 카보레 대통령이 축출되고, 정부와 국회가 해산되었으며, 국경이 폐쇄된 것으로 알려졌다. - 군사 정부는 국영TV를 통하여 쿠데타의 성공을 발표하고, 1년간 과도정을 거쳐 헌정 질서를 회복할 것이라고 밝혔다. 축출된 카보레 대통령은 지난 2015년 대통령에 당선되었으며, 2020년 재선에 성공했었다. - 서아프리카에서는 1년 반 사이에 세 번째 군사 쿠데타 발생이다. 앞서 2020년 말리 쿠데타, 2021년 기니 쿠데타가 있었다. 보건과 환경 - 코로나19 범유행 - 대한민국의 0시 기준 누적 확진자 수가 741,413명으로 집계되었다. 전날 0시 대비 7,513명(국내 7,159, 해외유입 354)이 늘었다. 누계가 일부 정정(-2)되었다. |  |      |
| 2022년 1월 24일 (월요일) |  | 편집 |

| 2022년 1월 24일 (월요일) |  | 편집 |

| \| 2022년 1월 25일 (화요일) \| \| 편집 \| |  |      |
| 보건과 환경 - 코로나19 범유행 - 대한민국의 0시 기준 누적 확진자 수가 749,979명으로 집계되었다. 전날 0시 대비 8,571명(국내 8,356, 해외유입 215)이 늘었다. 누계가 일부 정정(-5)되었다. |  |      |
| 2022년 1월 25일 (화요일) |  | 편집 |

| 2022년 1월 25일 (화요일) |  | 편집 |

| \| 2022년 1월 26일 (수요일) \| \| 편집 \| |  |      |
| 경제와 비즈니스 - 미국 연방준비제도(Fed, 연준)는 연방공개시장위원회(FOMC) 정례 회의를 마치고, 기존 0.00%~0.25%의 금리 수준을 유지한다고 밝혔다. 현 금리 수준은 지난 2020년 3월 15일 인하된 수준으로, 2020년 4월, 6월, 7월, 9월, 11월, 12월, 2021년 1월, 3월, 4월, 6월, 7월, 9월, 11월, 12월에 이은 열다섯 번째 금리 유지 결정이다. 국제 관계 - 주한 미국 대사: 미국이 주 대한민국 미국 대사에 필립 골드버그 주 콜롬비아 미국 대사를 내정한 것으로 알려졌다. 보건과 환경 - 코로나19 범유행 - 대한민국의 0시 기준 누적 확진자 수가 762,983명으로 집계되었다. 전날 0시 대비 13,012명(국내 12,743, 해외유입 269)이 늘었다. 누계가 일부 정정(-8)되었다. 처음으로 일일 확진자 수가 1만 명을 넘어섰다. 정치와 선거 - 대한민국 제20대 대통령 선거: 법원이 방송사 주최의 이재명 더불어민주당 후보와 윤석열 국민의힘 후보의 양자 토론에 대해, 국민의당 안철수 후보가 낸 방송금지 가처분 신청(서울서부지방법원)과 정의당 심상정 후보가 낸 방송금지 가처분 신청(서울남부지방법원)을 각각 인용하였다. 이에 따라 설날 연휴에 열릴 예정이던 양대 정당 후보자 초청 토론회는 무산되었다. |  |      |
| 2022년 1월 26일 (수요일) |  | 편집 |

| 2022년 1월 26일 (수요일) |  | 편집 |

| \| 2022년 1월 27일 (목요일) \| \| 편집 \| |  |      |
| 국제 관계 - 미국이 긴장이 고조되고있는 우크라이나 사태와 관련하여 성명을 발표, 오는 31일 유엔 안전 보장 이사회 공개회의 개최를 요청하였다. 러시아는 연합 훈련을 이유로 벨라루스(우크라이나 북부에 연접)에 군 병력을 파견하고, 우크라이나의 동부 국경지대 및 크림반도 등에 병력을 이동하는 등 약 10만여 명의 병력을 우크라이나 국경지대에 집결시킨 상태이다. 보건과 환경 - 코로나19 범유행 - 대한민국의 코로나19 범유행 - 대한민국의 0시 기준 누적 확진자 수가 777,497명으로 집계되었다. 전날 0시 대비 14,518명(국내 14,301, 해외유입 217)이 늘었다. 누계가 일부 정정(-4)되었다. - 방역 당국이 SARS-CoV-2 오미크론 변이 대응 체계 오는 1월 29일부터 전국으로 확대한다고 밝혔다. 26일부터 광주광역시, 전라남도, 경기 평택시와 안성시에 적용한데 이은 조치이다. PCR 검사 대상을 고위험군과 필요군에 집중하고, 기타 군에는 자가 검사나 신속 검사를 먼저 실시하고, 양성 확인시 PCR 검사를 실시하는 등 대응 체계가 변화하게 된다. - 독일의 일 확진자 수가 20만 명을 넘어섰다. 27일 로베르트 코흐 연구소 집계의 24시간 확진자 수는 20만 3,136명으로 나타났다. |  |      |
| 2022년 1월 27일 (목요일) |  | 편집 |

| 2022년 1월 27일 (목요일) |  | 편집 |

| \| 2022년 1월 28일 (금요일) \| \| 편집 \| |  |      |
| 보건과 환경 - 코로나19 범유행 - 대한민국의 0시 기준 누적 확진자 수가 793,582명으로 집계되었다. 전날 0시 대비 16,096명(국내 15,894, 해외유입 202)이 늘었다. 누계가 일부 정정(-11)되었다. |  |      |
| 2022년 1월 28일 (금요일) |  | 편집 |

| 2022년 1월 28일 (금요일) |  | 편집 |

| \| 2022년 1월 29일 (토요일) \| \| 편집 \| |  |      |
| 보건과 환경 - 코로나19 범유행 - 대한민국의 0시 기준 누적 확진자 수가 811,122명으로 집계되었다. 전날 0시 대비 17,542명(국내 17,349, 해외유입 193)이 늘었다. 누계가 일부 정정(-2)되었다. 정치와 선거 - 이탈리아에서 세르조 마타렐라 대통령이 재선되었다. - 마타렐라 대통령은 8차 투표에서 과반을 넘긴 759표를 득표, 당선되었다.(대의원 1,009명 중 983명 투표, 과반 기준은 505표) 1941년생인 마타렐라 대통령은 2021년 말 연임 의사가 없음 공언해왔다. 그러나 일곱 차례에 걸친 투표에서 여·야가 마타렐라의 뒤를 이을만한 과반 지지를 받는 인물을 내지 못하였다. 결국 마리오 드라기 총리가 공식적으로 재임 요청을 하고, 8차 투표 직전 주요 정당의 당수들이 같은 뜻을 전하였으며 마타렐라 대통령이 이를 수락한 것으로 알려졌다. - 이탈리아의 대통령: 이탈리아 헌정사에서 재선 대통령은 전임 대통령인 조르조 나폴리타노에 이은 두 번째이다. 마타렐라 대통령은 1983년부터 2008년까지 7선 의원을 지냈으며, 2015년 대선에서 대통령에 당선되었었다. |  |      |
| 2022년 1월 29일 (토요일) |  | 편집 |

| 2022년 1월 29일 (토요일) |  | 편집 |

| \| 2022년 1월 30일 (일요일) \| \| 편집 \| |  |      |
| 보건과 환경 - 코로나19 범유행 - 대한민국의 0시 기준 누적 확진자 수가 828,637명으로 집계되었다. 전날 0시 대비 17,532명(국내 17,303, 해외유입 229)이 늘었다. 누계가 일부 정정(-17)되었다. 스포츠 - 오스트레일리아 오픈 남자 단식에서 라파엘 나달이 우승하였다. 나달의 그랜드 슬램 테니스 대회 21번째 우승이다. 정치와 선거 - 포르투갈에서 총선이 실시되었다. 선거 결과 안토니우 코스타 총리가 이끄는 사회당이 승리, 230석 중 과반을 넘긴 117석의 의석을 얻었다. 이번 총선은 지난 2021년 10월 예산안 부결 및 이에 따른 대통령의 의회 해산에 따라 1년여 앞당겨 실시된 조기 총선이다. |  |      |
| 2022년 1월 30일 (일요일) |  | 편집 |

| 2022년 1월 30일 (일요일) |  | 편집 |

| \| 2022년 1월 31일 (월요일) \| \| 편집 \| |  |      |
| 보건과 환경 - 코로나19 범유행 - 대한민국의 0시 기준 누적 확진자 수가 845,709명으로 집계되었다. 전날 0시 대비 17,085명(국내 16,850, 해외유입 235)이 늘었다. 누계가 일부 정정(-13)되었다. |  |      |
| 2022년 1월 31일 (월요일) |  | 편집 |

| 2022년 1월 31일 (월요일) |  | 편집 |

| <          | 2022년 1월  | 2022년 1월 | 2022년 1월 | 2022년 1월 | 2022년 1월 | >            |
| 일         | 월          | 화         | 수         | 목         | 금         | 토           |
|            |             |            |            |            |            | 1 11.29 갑인 |
| 2 30 을묘  | 3 12.1 병진 | 4 2 정사   | 5 3 무오   | 6 4 기미   | 7 5 경신   | 8 6 신유     |
| 9 7 임술   | 10 8 계해   | 11 9 갑자  | 12 10 을축 | 13 11 병인 | 14 12 정묘 | 15 13 무진   |
| 16 14 기사 | 17 15 경오  | 18 16 신미 | 19 17 임신 | 20 18 계유 | 21 19 갑술 | 22 20 을해   |
| 23 21 병자 | 24 22 정축  | 25 23 무인 | 26 24 기묘 | 27 25 경진 | 28 26 신사 | 29 27 임오   |
| 30 28 계미 | 31 29 갑신  |            |            |            |            |              |

| - 2021년 - 12월 - 2022년 - 1월 - 2월 - 19일: 바베이도스 총선거 - 24일: 이탈리아 대통령 선거 - 30일: 포르투갈 총선거 편집하기 |